# Eugène Dejazet
Eugène Dejazet (París, 1820 - idem. 1880), fou un compositor francès.
Començà per escriure la música de diversos dels vaudevilles que estrenà la seva mare la cèlebre actriu Virginie Déjazet, el nom de la qual porta i d'un pare desconegut. També té dues germanastres, una de les quals es deia Hermine i era coneguda com a cantant. Estava casat amb l'artista dramàtica Claire Victorine Thévenin. El 1852 va escriure la partitura de l'òpera còmica Un mariage en l'air. Va dirigir durant dos anys el teatre Vaudeville de Brussel·les, després va ser nomenat, el 1859, de la direcció del teatre Folies-Nouvelles, escenari d'espectacles situat a l'actual 3r districte de París el nom del qual canvià pel de Théâtre-Déjazet, en referència a la seva mare, propietària del lloc, i en el qual estrenà les seves composicions.
Eugène Déjazet va compondre una vintena d'operetes i sarsueles, una gran part de les seves composicions van ser interpretades per la seva mare:
- Le Flambard: piano, París
- La Constantine: piano, París, 1839
- Polketta: piano, París, 1844
- Carlo et Carlin: Composition musicale et chansons pour une pièce de Dumanoir et Mélesville Livret du chant Carlo, París, 1844
- Gentil-Bernard: Composition musicale pour une pièce de Dumanoir et Clairville, París, 1846
- La Gardeuse de dindons: Composition musicale et chansons pour une pièce de Dartois et Biéville, París, 1845 (llegir en línia)
- La Guàrdia de Turquia (llibret)
- Franchette: òpera còmica en un acte, presentada al Théâtre Déjazet el 4 de febrer de 1860. Lletres i música, París (llegir en línia)
- Doble deux (1861),
- La Rosière de quarante ans (1862),
- L'argent et l'amour (1863),
- La nuit de la mi-carême (1864),
- Monsieur de Belle-Isle (1865),
- La tentation d'Antoine (1865),
- Les sept baisers de Buckingham (1866).